# Lidia
Lidia (лат.) — род аранеоморфных пауков из семейства линифиид. Насчитывает всего 2 вида, обитающих в Средней Азии на юго-востоке Казахстана и северо-востоке Кыргызстана. Описан в 2004 году финским и российским арахнологами Микаэлем Сааристо и Ю. М. Марусиком. Научное название Lidia Микаэль Сааристо дал роду в честь своей мамы Лидии Сааристо.
В некоторых отношениях род Lidia напоминает род Troglohyphantes Joseph, 1882, но самцы отличаются широкой, усеченной крючкообразной ямкой, а самки — коротким, полукруглым стеблем с просторной ямкой между боковыми мешками. Общая длина тела 2,9—4,1 мм, окраска относительно бледная. Карапакс желтовато-коричневый, с одной срединной и двумя краевыми серыми полосами. Головогрудь серо-коричневатая. Ноги желтоватые с темными кольцами. Ноги длинные и тонкие, покрытые множеством шипиков. Педипальпы самок с длинными макрохетами (до 0,5); макрохеты на коленной чашечке длиннее, чем на голени. Хелицеры самок вооружены 3 промаргинальными и 5 маленькими ретромаргинальными зубцами, у самца — 3 промаргинальными и 3 ретромаргинальными зубцами. Оба пола с хорошо развитыми хелицеральными стридуляционными органами. Педипальпы самца: надколенник с небольшим коническим апикально-дорсальным возвышением, несущим одну длинную макрощетинку. Передний и апикальный карманы парацимбиума слиты вместе, образуя характерно изогнутый свободный конец парацимбиума. Крючковидная ямка широкая, равномерной ширины, заканчивается поперечно. Радикс относительно широкий, спереди выемчатый. Железа Фикерта довольно большая, сферическая. Характерная пластинка отсутствует. Терминальный апофиз большой, состоящий из двух частей, как у Agyneta. Общая структура эмболуса напоминает структуру у видов Troglohyphantes, оба характеризуются перемещением собственно эмболуса впереди кончика эмболуса. Эпигина: отверстие эпигины широкое и неглубокое, в основном закрыто дистальной частью скапуса. Относительно короткий стебель начинается глубоко внутри эпигинальной полости, следуя изгибу стенки полости. Боковые доли большие и глубокие, содержат копулятивную сумку.

## Виды
- Lidia tarabaevi Saaristo et Marusik, 2004 — типовой вид рода; был описан в 2004 году одновременно с описанием рода;
- Lidia molesta (Tanasevitch, 1989) — до 2004 года его относили к роду Troglohyphantes.